# Sistema de honra
Um sistema de honra ou sistema de honestidade é uma forma filosófica de executar uma variedade de empreendimentos baseados em confiança, honra e honestidade. Algo que opera sob esse código de conduta é geralmente algo que não possui regras estritamente aplicadas que regem seus princípios. Em inglês britânico, seria mais frequentemente chamado de sistema de confiança e não deve ser confundido com o sistema de honras britânico .

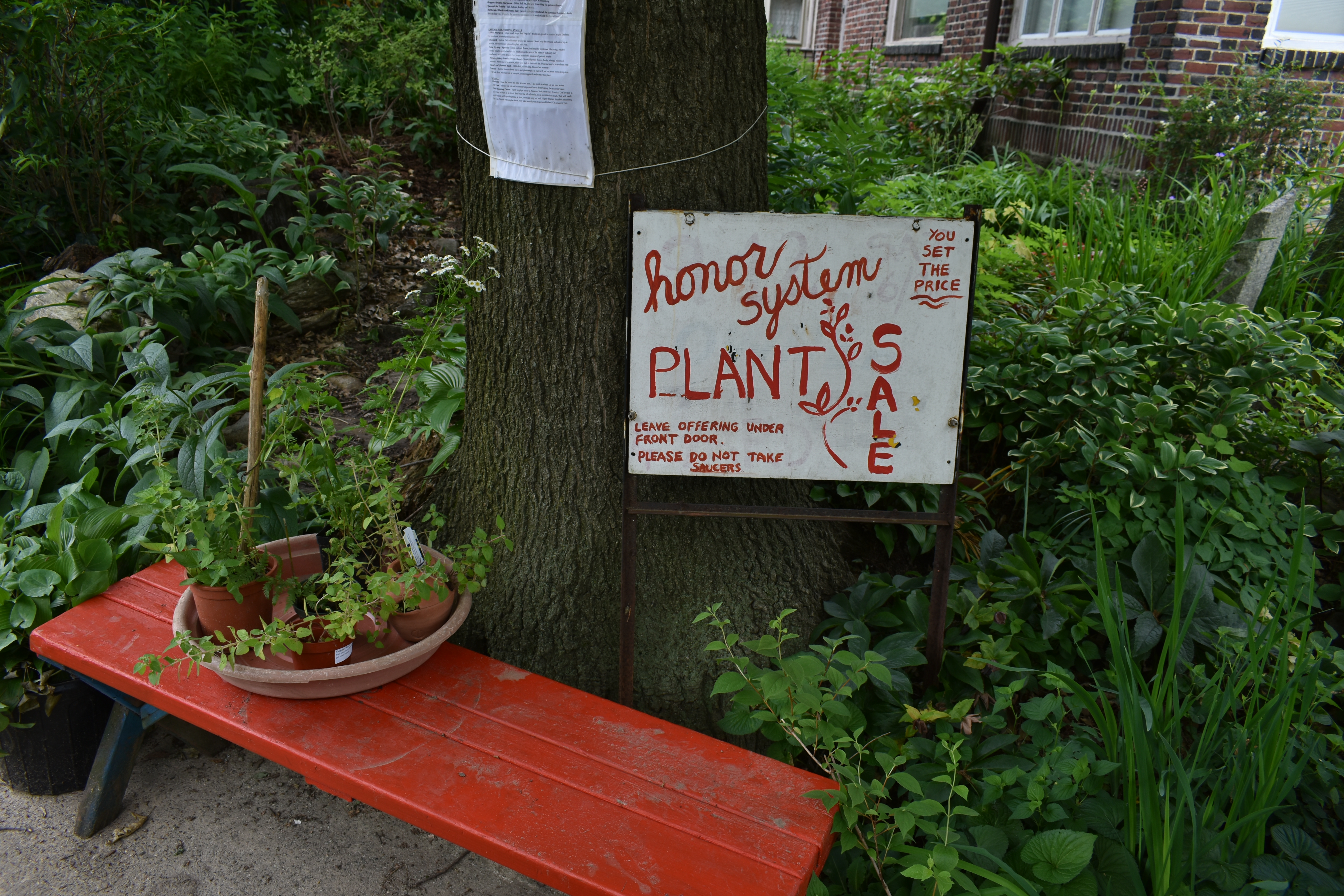
Plantas disponíveis para venda na Filadélfia usando o sistema de honra.

O sistema de honra também é um sistema que concede liberdade da vigilância costumeira (quanto a estudantes ou prisioneiros) com o entendimento de que aqueles que forem assim libertados serão obrigados por sua honra a observar os regulamentos (por exemplo, as prisões fazendas são operadas sob o sistema de honra) e, portanto, não abusará da confiança neles depositada.
Uma pessoa engajada em um sistema de honra tem um forte conceito negativo de quebrá-lo ou ir contra ele. Os negativos podem incluir vergonha da comunidade, perda de status, perda do senso pessoal de integridade e orgulho ou, em situações extremas, banimento da comunidade.

## Tipos de sistemas de honra
Existem vários tipos de sistemas de honra que podem ser empregados. Um sistema de honra total não verifica seus usuários para verificar sua honestidade, permitindo assim facilmente que o sistema seja enganado. Embora o sistema possa enfrentar auditorias ocasionais, não haveria como depois disso descobrir a identidade do violador. Alguns são simplesmente dependentes da veracidade presumida dos usuários; outros estão presentes quando as perdas causadas por aqueles que podem trapacear o sistema são menos onerosas do que um sistema de maior segurança.
Outros sistemas de honra empregam verificações aleatórias de usuários selecionados para garantir que estejam em conformidade. Uma minoria de usuários será submetida a essa verificação, enquanto o restante terá a chance de se safar com uma violação. Nesses casos, o gerenciamento do sistema espera coagir, com o medo de ser verificado, os usuários a obedecer.

## Exemplos

### Transporte
Em alguns lugares, meios de transporte público como trems, bondes e ônibus operam em um sistema de honra chamado comprovante de pagamento. As autoridades governamentais locais podem achar impraticável ou excessivamente caro instalar catracas de verificação de bilhetes em cada estação, em vez disso, confiam na vigilância humana casual para verificar se todos os passageiros possuem bilhetes. Em tal sistema, pode-se pegar o trem ou ônibus sem pagar e simplesmente esperar ter a sorte de evitar uma verificação aleatória da passagem durante a viagem. Esse comportamento é impossível para um sistema de honra por si só evitar. Multas altas tendem a ser usadas para compensar o custo financeiro de passageiros inadimplentes.
Em muitos aeroportos ocidentais, os passageiros internacionais que chegam são instruídos por sinais a passar por uma porta (geralmente verde) se não tiverem nada a declarar, ou por uma porta diferente (geralmente vermelha) se tiverem algo a declarar. A triagem forçada é rara, embora os funcionários da alfândega geralmente tenham autoridade para verificar pessoas suspeitas de usarem falsamente o canal verde. Os itens que devem ser declarados geralmente incluem dinheiro, comida, álcool, itens de luxo, publicações, armas, tabaco, etc. A maioria dos outros itens, incluindo pertences pessoais, como roupas normais, não precisam ser declarados. No entanto, as varreduras de raio-x podem revelar quais itens devem ser declarados.

### Turismo

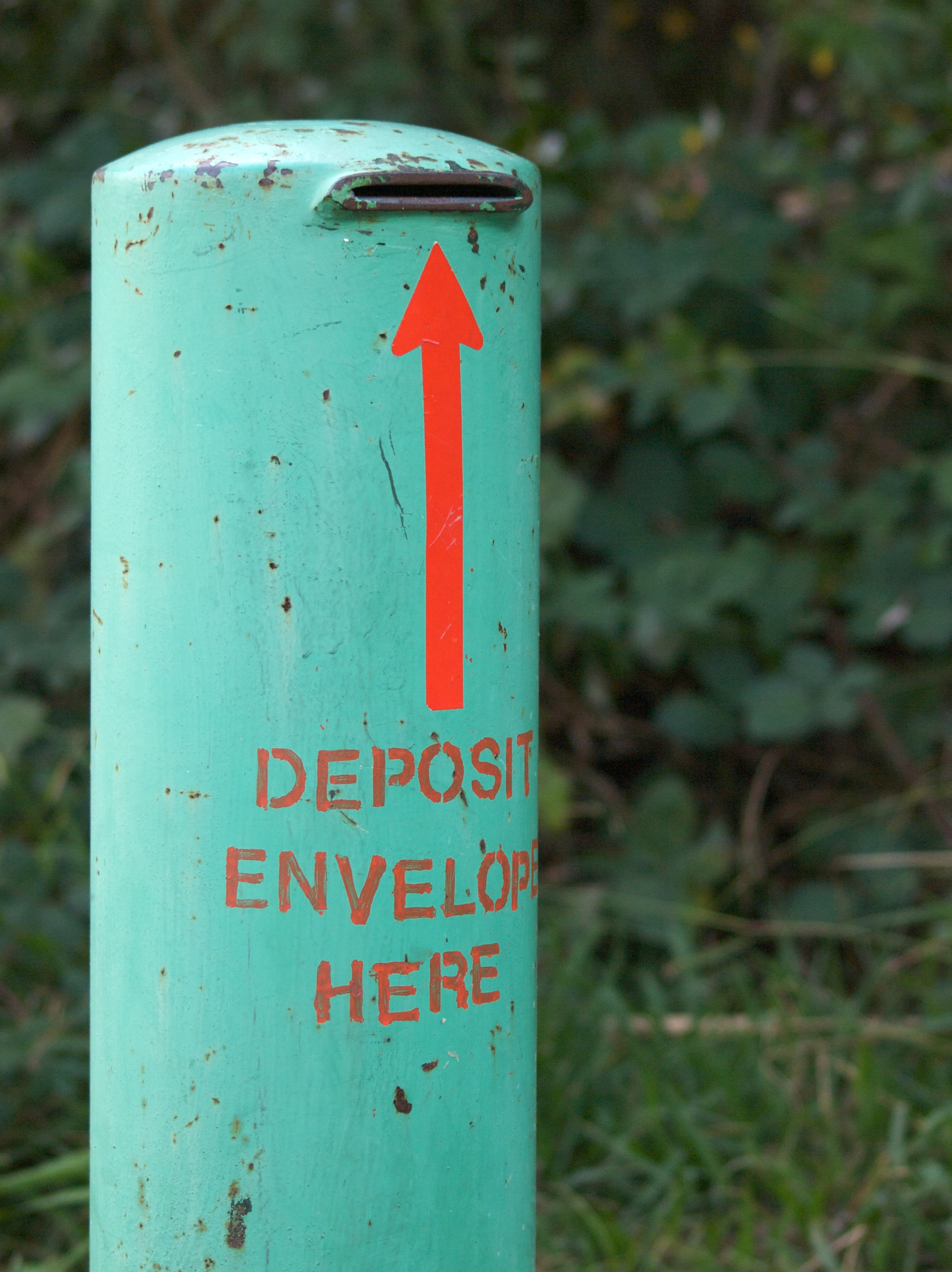
O sistema de honra é usado em Área de recreação do estado de Benicia.

Alguns hotéis, principalmente na Europa continental, operam um bar self-service, permitindo que os hóspedes sirvam e gravem suas próprias bebidas e economizando o custo de um barman noturno. Os clientes poderiam teoricamente mentir sobre seu consumo de bebida, e o hotel teria apenas poderes limitados para verificar suas alegações. O conceito de "mini-bares" de hotel nos Estados Unidos e Canadá é semelhante, embora o estoque seja quantificado com mais cuidado, tornando difícil mentir. Da mesma forma, a maioria dos minibares de hotel agora são equipados com sensores que se conectam diretamente com a autoridade de cobrança, tornando o sistema de honra desnecessário.
Na indústria recreativa de pesca esportiva do sul da Califórnia, o sistema de honra é amplamente usado, especialmente em barcos de pesca de festa aberta. Quando o cozinheiro está ocupado ou em seu beliche, os passageiros podem pegar bebidas e lanches por conta própria, desde que marquem sua própria fatura.
Muitos museus e galerias de arte com financiamento público em todo o mundo pedem uma certa "sugestão de doação" em troca de admissão(entrada ou ingresso). Os patronos quase nunca são supervisionados durante suas doações, então não há como garantir que o valor mínimo sugerido esteja sendo pago. Estritamente falando, este não é um sistema de honra, uma vez que não existe nenhuma obrigação de pagamento (apenas uma doação sugerida); um verdadeiro sistema de honra é aquele em que existe uma obrigação, mas seu cumprimento não é forçado. No entanto, esses esquemas de "doação sugerida" costumam ser considerados semelhantes a um sistema de honra, porque contam com a boa vontade dos patronos e não com a força da lei.
Parques nacionais, estaduais e alguns parques privados costumam usar um sistema de honra para coletar suas taxas. Em vez de ter uma cabine tripulada, eles têm uma caixa de depósito conhecida como caixa de honestidade onde o dinheiro pode ser inserido, diretamente ou em um envelope. Às vezes, o envelope contém um canhoto que é removido e colocado no veículo do visitante.
Muitas fronteiras internacionais não verificam completamente todas as pessoas que passam pelos pontos de checagens para documentos exigidos ou contrabando. Quando a ameaça à segurança no cruzamento é percebida pelo governo do país como baixa, as verificações passam ser realizadas apenas em pessoas ou veículos aleatórios.

### Educação
O primeiro sistema de honra na América foi escrito por Thomas Jefferson no College of William and Mary. Em algumas faculdades, o sistema de honra é usado para administrar testes sem supervisão. Os alunos geralmente são convidados a assinar uma declaração de código de honra que diz que eles não trapacearão ou usarão recursos não autorizados ao fazer o teste.  Por exemplo, na Universidade de Vanderbilt, os alunos que prestam exames devem assinar e incluir o seguinte compromisso: "Por minha honra como estudante, não dei nem recebi ajuda neste exame". Qualquer aluno pego em violação ao código de honra é encaminhado ao conselho de honra, que investiga e determina a ação apropriada, que pode variar de reprovação no curso à expulsão da unive rsidade. Na Universidade da Virgínia, um aluno que faz um exame também deve assinar um compromisso de não dar ou receber ajuda e há apenas uma penalidade para a transgressão do código de honra, que é a demissão da Universidade. Texas A&M também tem um sistema de honra que afirma: Aggies não mentem, trapaceiam, roubam ou toleram aqueles que o fazem. Isso é listado no início de todos os testes. Qualquer aluno que não seguir o código é reenviado ao conselho de honra para que eles possam determinar a gravidade do caso, como o aluno deve ser punido e se a expulsão é necessária. Os alunos da Universidade da Carolina do Norte em Chapel Hill também mantêm um sistema de honra administrado por alunos.  Os alunos mantêm a integridade da universidade prometendo não trapacear, roubar ou mentir.  Ao contrário da Universidade da Virgínia, o sistema de honra em Chapel Hill permite diferentes sanções, que vão desde liberdade condicional até expulsão. Um código de honra de sanção única existe no Instituto Militar da Virgínia, onde uma cerimônia de "bateria" ainda é realizada após a dispensa de um cadete.
A universidade Washington e Lee mantém um sistema de honra que foi introduzido pelo general Robert E. Lee, que afirmou "Temos apenas uma regra aqui, e é que todo aluno deve ser um cavalheiro." O sistema de honra Washington & Lee é inteiramente administrado pelo corpo discente. É uma das poucas universidades nos Estados Unidos a ter um sistema não codificado. Como resultado, os alunos decidem o que constitui uma violação da honra. Essas violações são comumente chamadas de mentira, trapaça ou roubo, mas o que constitui uma violação de honra está aberto à interpretação do corpo discente atual. Uma única sanção de demissão é aplicada quando um aluno é considerado culpado de violação de honra.
O instuto de tecnologia da Califórnia implementa um código de honra que declara que "nenhum membro da comunidade Caltech deve tirar vantagem injusta de qualquer outro membro da comunidade Caltech."  As aplicações deste código variam de professores que confiam nos alunos para não trapacear com exames não supervisionados  para levar para casa, laptops e bicicletas deixados sem segurança nos salões e pátios dos dormitórios (embora os salões e pátios sejam protegidos contra pessoas que não são membros da comunidade Caltech) e o serviço de alimentação confiando nos alunos para não realizar incursões para acumular alimentos durante o horário da cozinha aberta. A aplicação primária do código de honra da Caltech é por meio de conselhos administrados por alunos, mas alguns membros do corpo docente Caltech estão envolvidos.

### Crime e justiça
Alguns presidiários em prisões de segurança inferior recebem folgas e são autorizados a deixar, temporariamente, os limites da penitenciária por vários motivos, com a expectativa de que eles retornem voluntariamente quando devido, sem fugir. Os motivos para a saída podem ser para emprego, educação, recreação ou comparecimento em eventos familiares (como casamentos ou funerais).

### Sem fins lucrativos
Outro exemplo pode ser visto em iniciativas de arrecadação de fundos. Muitas instituições de caridade distribuem caixas de confeitos para empresas, que são colocadas em salas de espera ou similares para as pessoas comprarem itens. A confeitaria é livre para ser retirada por qualquer pessoa que deseje levá-la, e não há cobrança de pagamento a não ser pela expectativa de honestidade. Na verdade, a maioria dessas caixas de confeitaria traz o comentário "sua honestidade é apreciada" perto de onde o dinheiro é depositado.
Em muitos locais de culto, espera-se que aqueles que participam de eventos com taxas obrigatórias paguem suas taxas, embora a maioria das instituições como essas não exija o pagamento. Existe um pressuposto geral de confiança na maioria dos ambientes religiosos.

### Varejo

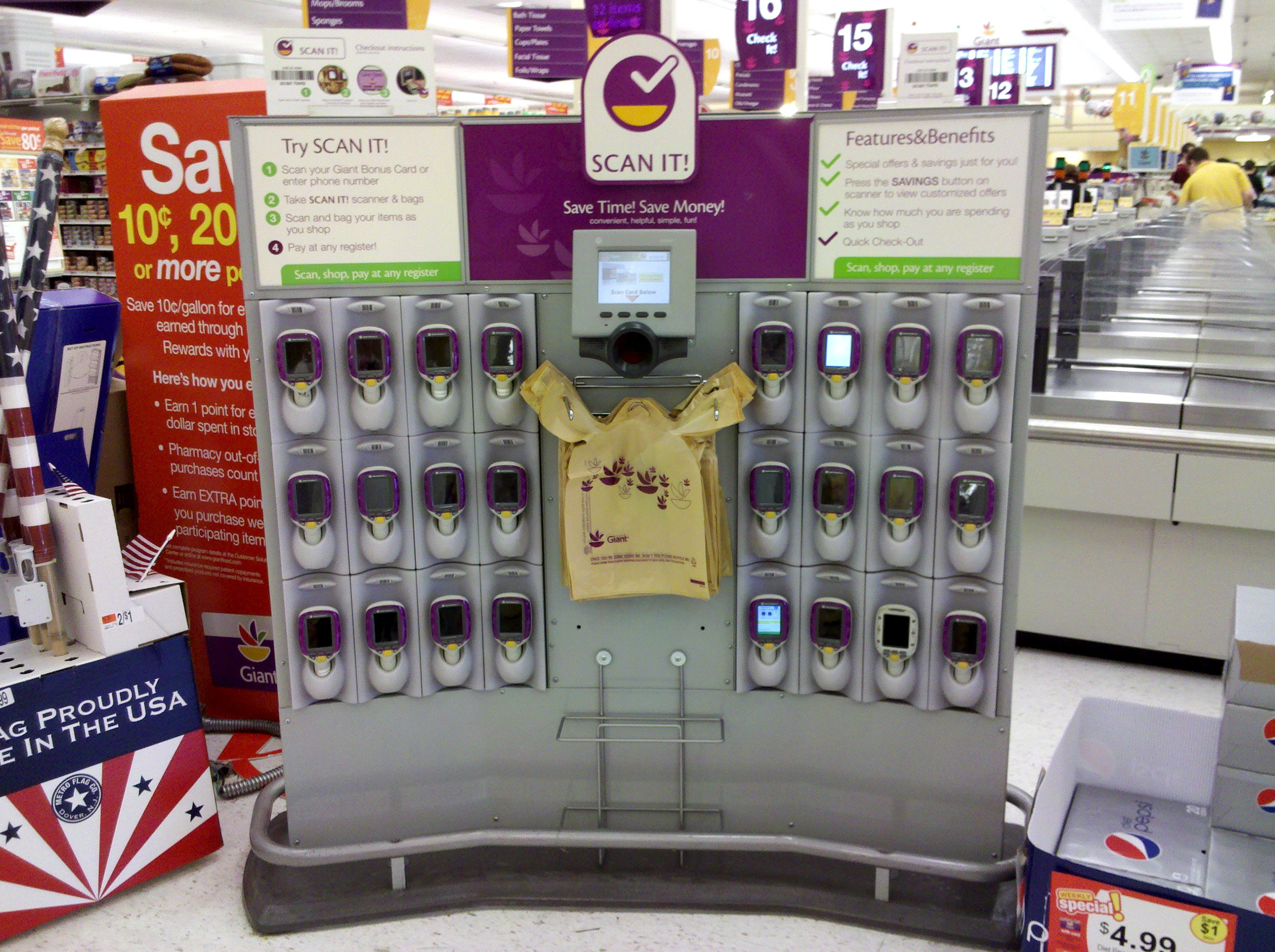
Esses dispositivos portáteis de digitalização permitem que os clientes digitalizem suas próprias compras enquanto fazem compras. Essa atividade não é monitorada de perto pelos funcionários e, portanto, é um sistema de honra.

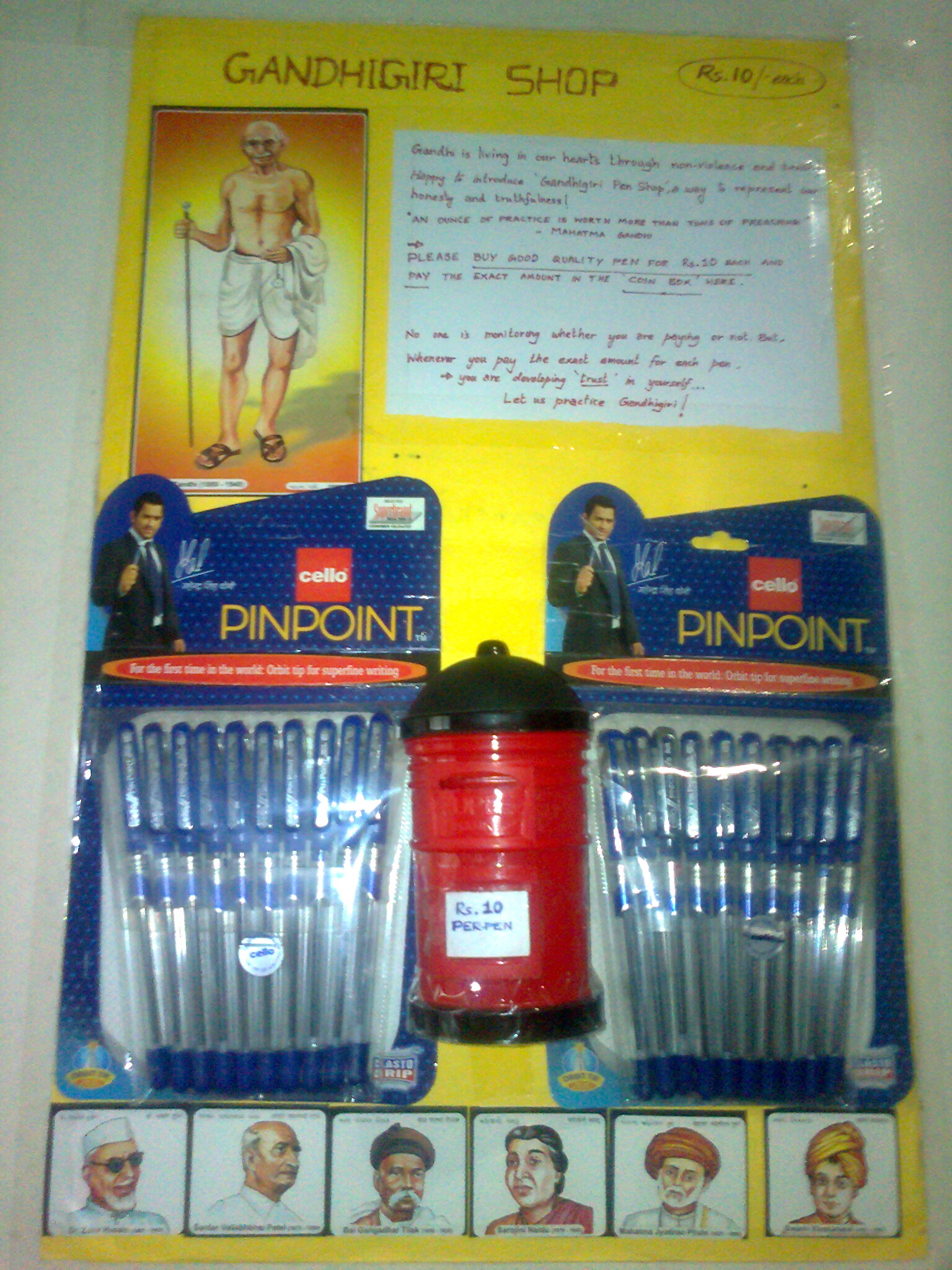
Exemplo de sistema de honra em uma loja Gandhigiri não tripulada em Mumbai, Índia

Algumas redes de supermercados permitem que os clientes leiam seus próprios mantimentos com um leitor de código de barras de mão enquanto os colocam em seus próprios carrinhos (consulte autopagamento). Enquanto o sistema dá aos clientes a capacidade de colocar mantimentos em suas sacolas sem pagar, e os clientes podem ser auditados aleatoriamente, os supermercados participantes relataram que este sistema experimental não aumentou a quantidade de furtos. 
Muitas superlojas de hardware, incluindo Home Depot, permitem que os clientes coloquem pequenos itens, como parafusos, em sacolas e etiquetem-as junto com o preço exato e quantidade do item que estão comprando. O sistema, que pode ser facilmente enganado, depende da honestidade dos clientes e é rotulado em muitas lojas como um "sistema de honra".
Em alguns países, os agricultores(fazendeiros) deixam sacolas de produtos à beira da estrada, do lado de fora de suas casas, com os preços fixados. Os transitantes pagam deixando dinheiro em um contêiner. Na Irlanda, Nova Zelândia, Ikot Inyang Udo no estado Akwa Ibom da Nigéria, Austrália e no Reino Unido isso é chamado de sistema caixa de honestidade. Em outros países, existem pequenas lojas não tripuladas, onde os clientes podem entrar, obter o que precisam e pagar a conta em um contêiner seguro.

### Esportes
No esporte airsoft, os jogadores contam com um sistema de honra para dizer se um oponente é atingido ou não, porque ao contrário do paintball, chumbinhos de airsoft não deixam marcas visíveis na roupa.
Dois esportes de combate praticados pela Sociedade para o anacronismo criativo, SCA Combate blindado e SCA Rapier Combat, usam um sistema de honra para julgar ataques válidos.  O indivíduo atingido é responsável por reconhecer se o impacto foi válido.
O ultimate disc históricamente confia no sistema de honra e o codifica como parte do "espírito do jogo", a tal ponto que muito poucas competições usam árbitros e os jogadores têm permissão para marcar faltas em seus oponentes
Esportes que deliberadamente incorporam sexualidades alternativas, por necessidade, contam com o sistema de honra para sua aplicação. A liga nacional de futebol bandeira gay limita a competição heterossexual a 20% do elenco de um time. O quidditch muggle exige que um número mínimo de jogadores seja de um segundo gênero, enquanto permite que os jogadores se identifiquem com qualquer número de identidades de gênero para se qualificarem segundo a regra.

## Vantagens
Em muitos lugares onde um sistema de honra é usado, ele tem sido eficaz em termos de custo. Muitas empresas e organizações que usam um sistema de honra determinaram que o custo de manter uma equipe para garantir o pagamento adequado supera as perdas causadas pela porcentagem da população que está disposta a burlar o sistema. Além disso, a eficiência é alta quando um sistema de honra é usado. Por exemplo, os ônibus e trens não precisam esperar para vender ou verificar as passagens dos passageiros ao embarcar e, em vez disso, podem sair imediatamente. Já os canais verdes da alfândega permitem saídas muito mais rápidas do que se todos os passageiros fossem verificados rotineiramente.
Para o restante da população, o sistema de honra dá uma sensação mais acolhedora aos clientes. Aqueles que são tratados com confiança têm maior probabilidade de retornar ao local e, assim, aumentar o volume de negócios.

## Críticas ao conceito
Decidir obedecer ou não a um sistema de honra pode ser um dilema, especialmente se alguém colocar seu próprio interesse financeiro acima do interesse da instituição que está patrocinando-o. Isso pode levar a um impacto negativo futuro em seus interesses financeiros pessoais[carece de fontes?]. Os sistemas de honra são frequentemente criticados por promover preguiça e mau comportamento. Alguns sugeriram que é paradoxal pedir às pessoas que obedeçam a uma lei se não houver lei aparente.